# Humanzee
Parent  mâle  de l'hybridation 
  Homo sapiens 
×

Parent  femelle  de l'hybridation 
  Chimpanzé 
Le chimpanzhomme (Homo sapiens × Chimpanzé, également connu sous les noms Humanzee, Chuman ou Manpanzee) est un hypothétique hybride entre un chimpanzé et un humain. Une tentative infructueuse de reproduire un tel hybride a été faite par Ilia Ivanov en URSS dans les années 1920. Il y a eu occasionnellement des rapports concernant l'hybridation entre l'homme et le chimpanzé, notamment sur un sujet nommé Oliver (en) pendant les années 1970. Mais ce cas n'a pas été confirmé comme étant un véritable hybride homme / chimpanzé, ni aucun autre cas.
Le mot-valise anglais humanzee pour désigner un hybride humain-chimpanzé semble être usité depuis les années 1980,.

## Faisabilité
La possibilité d'hybrides humains-singes est discutée depuis le Moyen Âge. Pierre Damien (XIe siècle) affirme avoir vu la progéniture monstrueuse d'une femme qui se serait accouplée avec un singe.
Les chimpanzés et les humains sont proches parents. Ils ont en commun 98,8 % de leur ADN. Ceci a conduit à la spéculation controversée qu'un hybride entre ces deux espèces serait possible. Les humains ont une paire de chromosomes en moins que les autres grands singes, mais l'hybridation reste possible entre organismes proches ayant un nombre différent de chromosomes (par exemple âne [62 c.] × jument [64 c.] → mule ou mulet [63 c.]).
Ce degré de similitude chromosomique est à peu près équivalent à la similitude chromosomique observée chez les équidés. L'interfertilité des chevaux et des ânes est commune, bien que la progéniture issue de leur hybridation (les mulets) soit universellement stérile (avec 60 exceptions dans toute l'histoire des chevaux). Une complexité similaire avec stérilité répandue se constate pour les hybrides cheval-zèbre (zébroïdes). La disparité chromosomique est très large, avec des chevaux ayant 32 paires de chromosomes et des zèbres entre 16 et 23 selon les espèces.
En 1977, le chercheur J. Michael Bedford a découvert par hasard que le sperme humain pourrait pénétrer dans les membranes extérieures de protection d'un ovule de gibbon.

## Rapports sur les tentatives d'hybridation
Aucun hybride humain / singe n'a été scientifiquement constaté à ce jour.
Un cas hypothétique datant de 1897 a fait l'objet d'une étude du docteur Aimé Therre : l'anencéphale de Vichy. Il s'agit du cas d'un enfant né vivant mais non viable (décédé au bout de quelques heures), d'apparence simiesque et souffrant de multiples malformations (notamment au niveau de la boite crânienne). Sa mère, une jeune fille de seize ans, vivait seule dans une roulotte avec son père et son singe (un macaque). Si l'hybridation n'est pas avérée, l'étude d'Aimé Therre a servi de base pour d'autres auteurs en ce qui concerne les cas d'anencéphalie. Ce cas hypothétique a été révélé au grand public en 1973.
Des rapports sur des tentatives infructueuses ayant eu lieu dans les années 1920 en URSS et d'autres similaires vers le milieu du vingtième siècle ont été présentés. Ilia Ivanov est la première personne à avoir tenté de créer un hybride homme-singe par insémination artificielle. Il présente son idée dès 1910 au Congrès mondial des zoologistes à Graz. Dans les années 1920, Ivanov réalise une série d'expériences avec du sperme humain et des chimpanzés femelles. Mais ceci sans parvenir à obtenir de gestation. En 1929 , il organise une série d'expériences impliquant du sperme de singe et des volontaires humains, mais il est retardé par la mort de son dernier orang-outan. En 1930 il tombe sous la critique politique du gouvernement soviétique et est condamné à l'exil en République socialiste soviétique kazakhe. Employé à l'Institut vétérinaire Kazakh-zootechnique, il meurt d'un accident vasculaire cérébral deux ans plus tard, en 1932.
Dans les années 1970, un chimpanzé du nom d'Oliver se fait connaitre. Certains le voient comme "mutant" et d'autres comme hybride humain / chimpanzé. Un examen génétique fait en 1996 montre que le sujet Oliver possède non pas 47 mais bel et bien 48 chromosomes, réfutant ainsi l'hypothèse selon laquelle il ne disposait pas d'un nombre de chromosomes normal pour un chimpanzé. Ces examens ont été réalisés par l'université de Chicago et les résultats ont été publiés dans American Journal of Physical Anthropology Technical.
Dans les années 1980, il y a eu des rapports sur une expérience impliquant une hybridation humain / chimpanzé en Chine datant de 1967, et dont la reprise était prévue.

## Influence culturelle
Inspiré par les recherches du biologiste soviétique Ilia Ivanov, dont il visita le laboratoire, Dmitri Chostakovitch composa l'opéra-comique satirique Orango, œuvre inachevée qui évoque les aventures du personnage éponyme, être mi-singe mi-homme.
Le manga Darwin's Incident suit la vie du premier humanzee. Le manga pousse à la réflexion sur des questions éthiques, sociologiques et politiques quant à l'existence d'un hybride mi-humain mi-chimpanzé.